# PDF-XChange Viewer
PDF-XChange Editor是一個運行在Microsoft Windows系統中的PDF檔案檢視和编辑軟體。免費版本除了基本的PDF檢視能力，亦包含有注釋和標記等擴展工具，轉換PDF及文檔編輯等功能則受到部分限制。軟體的完整版本須付費購買。

## 外部連結
- PDF-XChange Viewer官方網站（页面存档备份，存于）